# Alberto Quintano
Alberto Quintano (26 de abril de 1946) é um ex-futebolista chileno. Ele defendeu a seleção chilena em 50 jogos (1967-1971, 1973-1974, 1977, 1979):
- 2 na Copa América de 1979;
- 13 Eliminatórias da Copa do Mundo: (4 em 1969, 3 em 1973 (2 repescagem) e 4 em 1977);
- 3 Copa do Mundo e
- 32 amistosos.

Ele jogou em 4 clubes:
- Universidad de Chile (1965-1971)
- Cruz Azul (1971-1977)
- Universidad de Chile (1977-1980)
- Universidad Católica (1981)
- Magallanes (1982)

## Títulos
Universidad de Chile
- Campeonato Chileno: 1965, 1967, 1969 e 1979

Cruz Azul
- Campeonato Mexicano: 1971-72, 1972-73, 1973-74